# Tin Wedding Presents
Tin Wedding Presents è un cortometraggio muto del 1910. Il nome del regista non viene riportato nei credit.

## Produzione
Il film fu prodotto dalla Essanay Film Manufacturing Company. Venne girato a Chicago, dove la casa di produzione aveva la sua sede.

## Distribuzione
Distribuito dall'Essanay, il film - un cortometraggio di 171 metri - uscì nelle sale cinematografiche USA il 25 maggio 1910. Nelle proiezioni, veniva programmato con il sistema dello split reel, accorpato in un'unica bobina con un altro cortometraggio prodotto dall'Essanay, la commedia Where Is Mulcahy?.